# 照妖鏡
照妖鏡是在中國神話中經常出現的物品。照妖镜也是中国居民的门饰之一，旧时民间迷信认为镜子具有使鬼魅显出原形的作用，于是在盖新房时，多将镜子镶嵌在大门顶端正中部位。最早的照妖镜出现在秦朝，传说為雷電时掉落的一件物品。后来被人发现具備驱魔及镇邪的作用，於是献上秦王，被秦王封为国宝，最后秦王在东海发现一具僵尸，於是使用照妖镜將僵尸封到了山里，后来不知所踪。
照妖镜在中国古代的西游记中，是托塔李天王的宝物，在辨别真假美猴王的时候用到的

## 特徵
照妖鏡通常是神仙、道士和法師所持有，能夠使到任何偽裝後的精怪和妖魔鬼怪現出原形的能力。
「照妖鏡」在現代社會通常代表把壞事揭發於世的意義。

## 登場作品
- 《抱朴子》
- 《三遂平妖傳》
- 《西遊記》
- 《封神演義》

## 參看
- 雲外鏡
- 鏡子